# Hyundai i10
De i10 is een automodel van de Zuid-Koreaanse autoconstructeur Hyundai. Hij vervangt sinds 2007 de Hyundai Atos. In maart 2010 stelde Hyundai op het autosalon van Parijs een volledig vernieuwde versie van de i10 voor, deze ging enkele maanden later in productie. De i10 hoort tot de miniklasse auto's.
In 2012 kwam de i10 BlueOn op de markt, dit is een elektrische versie van de i10.
Hyundai begon met de ontwikkeling van de i10 ter vervanging van de Hyundai Atos. De ontwikkeling van het concept kreeg de codenaam Hyundai PA. De auto was voornamelijk gericht op de Indiase markt en bedoeld voor productie in India, gezien de populariteit van subcompacte hatchbacks in het land.

## Eerste generatie
De eerste generatie i10 werd aangekondigd op 31 oktober 2007 in New Delhi, India. Het werd geproduceerd in India in de fabriek in Chennai voor de binnenlandse en exportmarkten.
In India heeft het vijf verschillende versies: D-Lite, Era, Magna, Sportz en Asta met een 1.1L iDREZ-motor en 1.2L Kappa-motor.
In Europa heeft hij vier verschillende versies: Classic, Style, Comfort en Eco Blue Version, met een 1.0 liter motor. Alle versies zijn uitgerust met vier airbags, ABS, elektrische ramen voor, airconditioning en een RDS-radio/cd-speler. Hogere versies hebben verwarmde voorstoelen, elektrisch schuifdak, start-stopsysteem en, optioneel, is er ESP.

### Styling

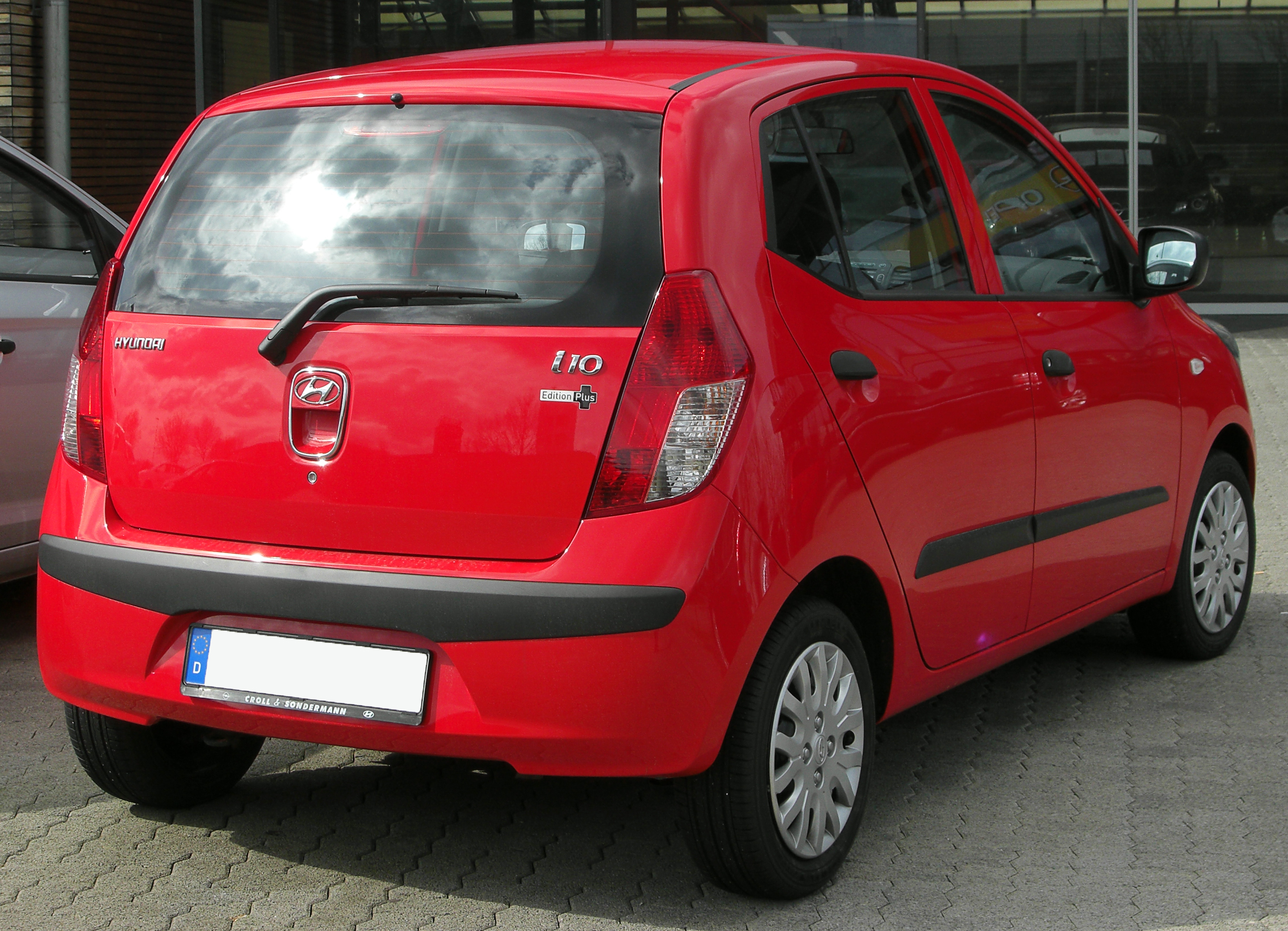
Achteraanzicht

De i10 heeft een grote luchtdam, naar achteren getrokken koplampen, een met chroom beklede grille, mistlampen en een achterruit met een naar boven gerichte knik. De achterklap heeft een verchroomde ontgrendelingshendel en een dakspoiler op de topversies.
Totale lengte (3.565 mm) en wielbasis (2.380 mm) zijn identiek aan de Atos met iets meer binnenruimte; Het ergonomische ontwerp was bedoeld om tegemoet te komen aan lange bestuurders en om de knieruimte achterin te vergroten. De breedte is vergroot (en spoorbreedte voor en achter) met 70 mm voor meer schouderruimte. De hoogte is verminderd met 40 mm. De bagageruimte is met 225 liter aanzienlijk minder dan die van de Getz.

### Interieur
Het interieur heeft een plastic dashboardbehuizing met een optionele geïntegreerde stereo. Het instrumentenpaneel heeft een grote witte snelheidsmeter, geflankeerd door de toerenteller en brandstof- en temperatuurmeters.
De versnellingspook is ingebouwd in de middenconsole, waardoor er tussen de voorstoelen ruimte is voor twee bekerhouders.